# Saint-Hilaire (Puy-de-Dôme)
Saint-Hilaire – miejscowość i gmina we Francji, w regionie Owernia-Rodan-Alpy, w departamencie Puy-de-Dôme.
Według danych na rok 1990 gminę zamieszkiwało 211 osób, a gęstość zaludnienia wynosiła 12 osób/km² (wśród 1310 gmin Owernii Saint-Hilaire plasuje się na 639. miejscu pod względem liczby ludności, natomiast pod względem powierzchni na miejscu 537.).